# Leucospis bioculata
Leucospis bioculata  (лат.) — вид паразитических наездников рода Leucospis из семейства Leucospidae (Chalcidoidea, отряд Перепончатокрылые насекомые).

## Распространение
Австралия.

## Описание
Относительно крупные хальцидоидные наездники, длина от 6 до 12,5 мм. Основная окраска чёрная, с несколькими жёлтыми отметинами на скапусе усика, груди,брюшке и ногах.  Крылья затемнённые. Пронотум плотно пунктированный. 
Задние ноги с утолщенными и сильно изогнутыми бедрами и голенями. Усики 13-члениковые. Нижнечелюстные щупики 4-члениковые, нижнегубные щупики состоят из 3 сегментов.

## Биология
Отмечены в декабре, январе и феврале. Предположительно, как и другие виды своего рода, эктопаразитоиды пчелиных Apoidea.

## Систематика
Включён в состав видовой группы Leucospis australis, у которых развит дорзальный зубец на задних тазиках. Впервые описан в 1974 году британским гименоптерологом чешского происхождения Зденеком Боучеком (Zdenĕk Bouček, 1924-2011).